# Parti de l'Espoir (Maroc)
Le Parti de l'Espoir (en Arabe: حزب الأمل) est un parti politique marocain créé le 13 novembre 1999 par Mohamed Bani Oueld Baraka, qui en est aussi l'actuel secrétaire général.
Le parti est de mouvance centre libérale, et se décrit comme parti "soutenant la monarchie constitutionnelle et le choix démocratique". Le parti possède depuis 2011 un journal du même nom.